# Anna Ōmiya
Anna Ōmiya (jap. 近江谷 杏菜, Ōmiya Anna; * 12. Oktober 1989 in Tokoro (heute: Kitami), Hokkaidō) ist eine japanische Curlerin.
Sie ist die Tochter des Curlers Yoshiyuki Ōmiya und derzeit Skip beim Team Aomori des Aomori CC.
Der größte Erfolg von Anna Ōmiya war der Gewinn der Silbermedaille bei den Pazifikmeisterschaften 2007 und 2009 im Team von Skip Moe Meguro.
Im Februar 2010 nahm Ōmiya als Mitglied des japanischen Teams an den Olympischen Winterspielen 2010 in Vancouver (Kanada) teil. Die Mannschaft belegte den achten Platz.
Nach dem Rückzug von Moe Meguro im Juni 2010 ist nun Ōmiya Skip der Mannschaft.

## Teammitglieder
- Shinobu Aota (Third)
- Mayo Yamaura (Second)
- Kotomi Ishizaki (Lead)